# Paleochóri (Kavála)
Paleochóri, en grec moderne : Παλαιοχώρι, est un village du dème de Pangéo dans le district régional de Kavála en Macédoine-Orientale-et-Thrace en Grèce.
Selon le recensement de 2011, la population du village s'élève à 1 404 habitants.